# Hard Rock Stadium
Das Hard Rock Stadium ist ein American-Football-Stadion in Miami Gardens, im Norden der US-amerikanischen Stadt Miami im Bundesstaat Florida. Es ist seit der Eröffnung die Heimspielstätte der Miami Dolphins (American Football) aus der NFL und seit 2008 des NCAA-College-Football-Teams der Miami Hurricanes von der University of Miami. Bis 2011 waren auch die Miami Marlins (Baseball) der MLB bis zu ihrem Umzug in den Marlins Park im Stadion ansässig. Zu Football- wie Fußballspielen bietet die Anlage 65.326 Sitzplätze (27.397 auf dem Unterrang und 34.736 auf dem Oberrang).

## Geschichte
Das Stadion wurde von 1985 bis 1987 als Dolphin Stadium errichtet. Erstmals bei einem Sportstadion wurden teure V.I.P.-Suiten eingerichtet, um einen Teil der Baukosten aufzufangen. Eine wichtige Rolle bei der Durchsetzung des ehrgeizigen Projektes spielte der erste Eigentümer der Dolphins, Joseph „Joe“ Robbie. Ihm zu Ehren hieß die Arena von 1987 bis 1996 Joe Robbie Stadium. In den Jahren ab 1996 war die Bekleidungsfirma Pro Player Namenssponsor. Nachdem der Vertrag 2005 ausgelaufen war, wurde es in Dolphin Stadium umbenannt. Im Mai 2009 wurde LandShark Lager, die Biermarke des Musikers Jimmy Buffett, die Namensgeber für die Saison 2009/10. Unmittelbar, bevor am 31. Januar 2010 der Pro Bowl erstmals seit 1980 nicht in Honolulu, sondern in Miami stattfand, erhielt das Stadion durch einen Fünfjahresvertrag mit dem kanadischen Finanzunternehmen Sun Life Financial den Namen Sun Life Stadium.
Im Februar 2016 lief der Vertrag mit Sun Life aus und bekam den Namen New Miami Stadium. Dies sollte nur ein temporärer Name sein. Mit der Fertigstellung und der baldigen Austragung eines Super Bowl in der renovierten und überdachten Spielstätte, hofften die Dolphins bis August 2016 einen neuen Sponsoren für den Stadionnamen zu finden. Am 17. August 2016 gaben die Miami Dolphins den neuen Namen des Stadions bekannt. In Zukunft wird es Hard Rock Stadium, nach der Restaurantkette Hard Rock Cafe, heißen. Die Vereinbarung zwischen den Dolphins und Hard Rock International hat eine Laufzeit von 18 Jahren. Als weiterer Interessent für die Namensrechte galt die Fluggesellschaft Qatar Airways, aber viele Fans drohten damit ihre Dauerkarte zurückzugeben.

### Umbau
Anfang 2015 wurde mit einer umfassenden Renovierung des Stadions begonnen. Zu den Umbauarbeiten gehört die komplette Überdachung der Zuschauerränge im Stadion. Der Umbau wurde in zwei Phasen ausgeführt. Zunächst wurden die Tribünen bis dicht an das Spielfeld erweitert und die gesamten Ränge mit Schalensitzen ausgestattet. Die Ausstattung wurde ersetzt und Betonvorrichtungen komplett ersetzt. Im Gegenzug wurden die obersten Sitzreihen für die spätere Überdachung entfernt. Die Kapazität sank im Endeffekt von etwa 76.000 auf rund 65.000 Zuschauer. Die Bauphase wurde pünktlich zum Beginn der NFL 2015 abgeschlossen. Am 29. August fand das erste Spiel der Preseason gegen die Atlanta Falcons (13:9) statt. Die zweite Phase mit den Dacharbeiten wurde nach der Saison gestartet und wurde rechtzeitig zur Saison 2016 beendet. In jede Stadionecke unter dem Dach wurde eine HD-Videowand mit je einer Fläche von 520 m² installiert und eine neue Beschallungsanlage sowie das Flutlicht erneuert. Die veranschlagten Kosten lagen zu Beginn bei 340 Millionen US-Dollar. Die Summe ist bis zum Ende der ersten Phase auf 377 Millionen US-Dollar gestiegen.
Rund einen Monat vor dem Start der NFL-Saison 2016 im September, waren die Umbauarbeiten an der Heimat der Dolphins nahezu abgeschlossen. Am 29. Juli wurde das letzte Dachelement mit Raupenkränen an seinen Platz gehoben. In rund sechs Monaten wurde die Dachkonstruktion mit 14.000 t Stahl über dem Stadion montiert. Die Überdachung hat eine Fläche von 58.000 m2, davon sind 8.800 m2 aus lichtdurchlässigem ETFE. Es ist eines der größten Stadiondächer seiner Art, vergleichbar in Größe und Gewicht mit dem des Stade de France in Saint-Denis. Da Florida ein Hurrikangebiet ist, wurde das Dach so konstruiert, dass es Windgeschwindigkeiten der Hurrikan-Kategorie 4 von bis zu 250 km/h übersteht. Nachdem die Kräne den Innenraum verlassen hatten, konnte der neue Rasen (Paspalum vaginatum) verlegt werden. Die Grasart ist auf Golfplätzen weit verbreitet. Er ist widerstandsfähig und wächst auch bei eingeschränktem Sonnenlicht. Mit 27 Lkws wurde er aus Alabama angeliefert. Trotz des engen Zeitplans konnte die Saisoneröffnung der Dolphins und der Hurricanes wie vorgesehen stattfinden. Der Umbau erwies sich als wesentlich teurer als anfänglich (350 bis 400 Mio. US-Dollar) geplant. Letztendlich schlug die Renovierung mit einer Endsumme von 550 Mio. US-Dollar zu Buche.

## Veranstaltungen

### American Football
Bisher wurden sechs Super Bowls, das Finale der Profiliga National Football League (NFL), im Stadion ausgetragen. 
- Super Bowl XXIII (1989): San Francisco 49ers – Cincinnati Bengals 20:16
- Super Bowl XXIX (1995): San Francisco 49ers – San Diego Chargers 49:26
- Super Bowl XXXIII (1999): Denver Broncos – Atlanta Falcons 34:19
- Super Bowl XLI (2007): Chicago Bears – Indianapolis Colts 17:29
- Super Bowl XLIV (2010): New Orleans Saints – Indianapolis Colts 31:17
- Super Bowl LIV (2020): San Francisco 49ers – Kansas City Chiefs 20:31

### Tennis
Seit 2019 finden die bisher auf Key Biscayne ausgetragenen Tennisturniere Miami Masters (Herren) und WTA Miami (Damen) im und am Hard Rock Stadium statt. Ein Grund für den Wechsel war der gescheiterte Ausbau des Tennis Center at Crandon Park. Dafür wurde im Hard Rock Stadium ein temporärer Tennis-Court mit 14.000 Plätzen errichtet. In und um die Footballarena wurde eine Tennisanlage mit 30 Plätzen, davon 29 fest installiert plus dem Platz im Stadion, errichtet. In Key Biscayne waren es nur 21 Plätze. Mit 50 Suiten, 26 permanente und 24 temporäre, verdoppelte sich die Anzahl dieser fast. Auch in den Aufenthaltszonen und Speisesäle für die Spieler sowie dem Fitness-Center und den Umkleidekabinen bieten wesentlich mehr Platz im Vergleich zum Tennis Center at Crandon Park. Für den Bau der Anlage investierte Dolphins-Besitzer Stephen Ross, in Zusammenarbeit mit dem Vermarkter IMG, 53 Mio. US-Dollar (über 47 Mio. Euro). Im Rahmen des letzten Turniers in Key Biscayne erfolgte am 19. März 2018 im Hard Rock Stadium der erste, symbolische, Spatenstich, u. a. mit Serena Williams und Stephen Ross, für die neue Anlage. Auf 20 der 29 Plätze der festen Tennisanlage, mit insgesamt 6.000 Zuschauerplätzen, ist Flutlicht verfügbar. In Key Biscayne boten nur sechs der 21 Tennisplätze eine künstliche Beleuchtung. Das erste Turnier am neuen Standort wurde vom 18. bis 31. März 2019 ausgetragen.

### Fußball
Die deutsche Fußballnationalmannschaft verlor hier am 15. Dezember 1993 ein Freundschaftsspiel gegen Argentinien mit 1:2. Das Tor für Deutschland erzielte Andreas Möller. Am 29. Februar 2012 traf Mexiko in einem Freundschaftsländerspiel auf Kolumbien und verlor mit 0:2. 2013 war das Stadion der Dolphins einer von 13 Austragungsstätten des CONCACAF Gold Cup. Im Rahmen des International Champions Cup 2013, 2014, 2017 und 2018 fanden Partien im Hard Rock Stadium statt. 2024 war es ein Spielort für drei Spiele der Copa América inklusive des Endspiels. Des Weiteren ist das Hard Rock Stadium als Spielort für die FIFA-Klub-Weltmeisterschaft 2025 und die Fußball-Weltmeisterschaft 2026 eingeplant.

### Wrestling
Am 1. April 2012 wurde hier vor 78.363 Zuschauern die Wrestling-Veranstaltung WWE WrestleMania XXVIII ausgetragen.

### Formel 1
Am 8. Mai 2022 wurde zum ersten Mal auf einer eigens errichteten temporären Motorsport-Rennstrecke rund um das Stadion, dem Miami International Autodrome, der Große Preis von Miami der Formel 1 ausgetragen. Der Vertrag hatte eine Laufzeit bis in das Jahr 2031. Anfang Mai 2025, im Vorfeld des Rennens, wurde bekannt, dass die Vereinbarung zwischen der Formel 1 und dem lokalen Veranstalter South Florida Motorsports vorzeitig bis in das Jahr 2041 verlängert wurde.

### Konzerte
Die Sportstätte wird auch als Konzertarena genutzt. Unter anderem gaben U2, The Rolling Stones, Pink Floyd, Elton John, Billy Joel, Chicago, Genesis, Gloria Estefan, Guns N’ Roses, The Who, Hall & Oates, Rod Stewart, Paul McCartney, Die drei Tenöre, The Police, One Direction und Madonna Konzerte im Stadion.

## Galerie

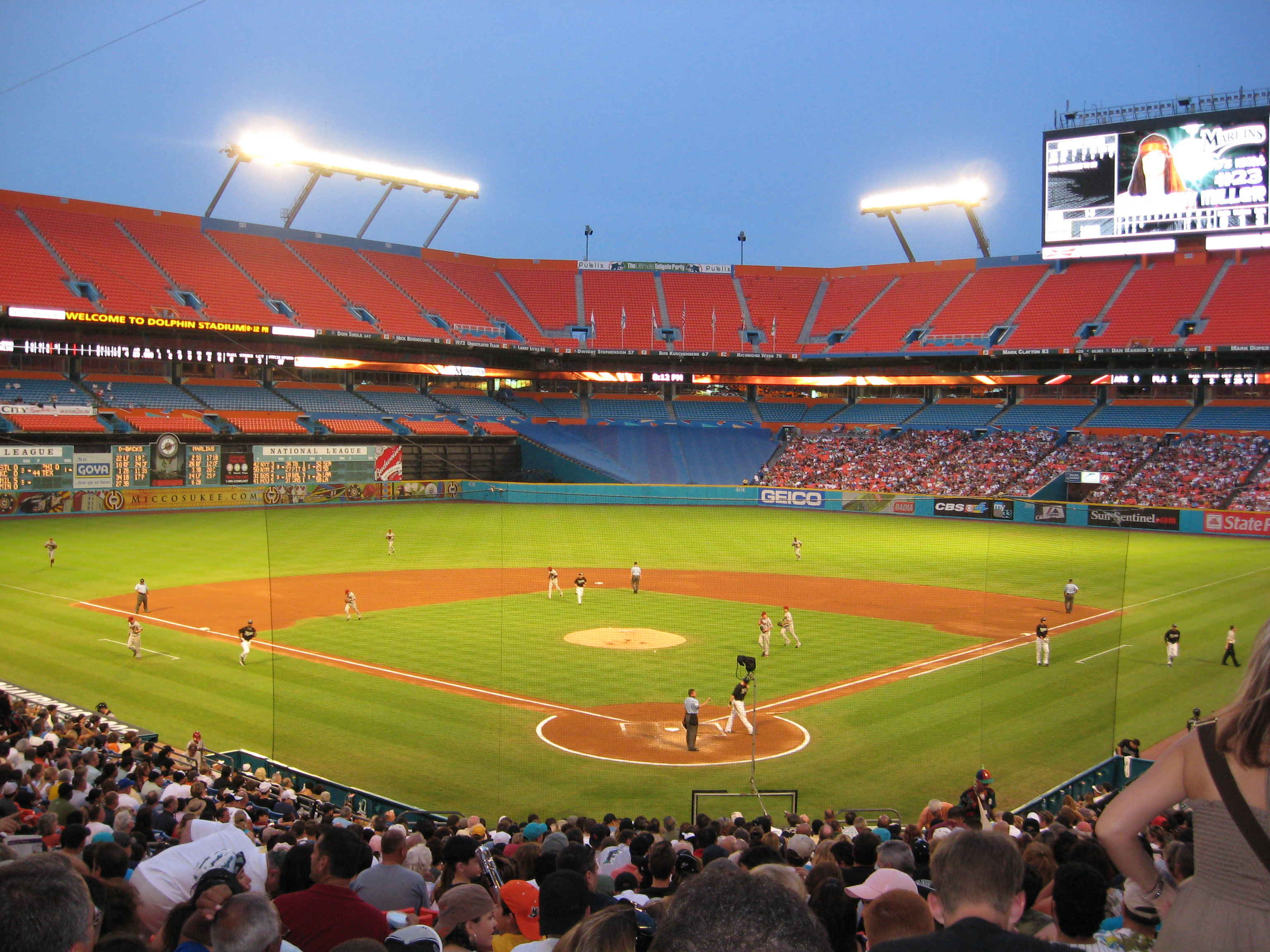
Baseballspiel der Florida Marlins (2008)
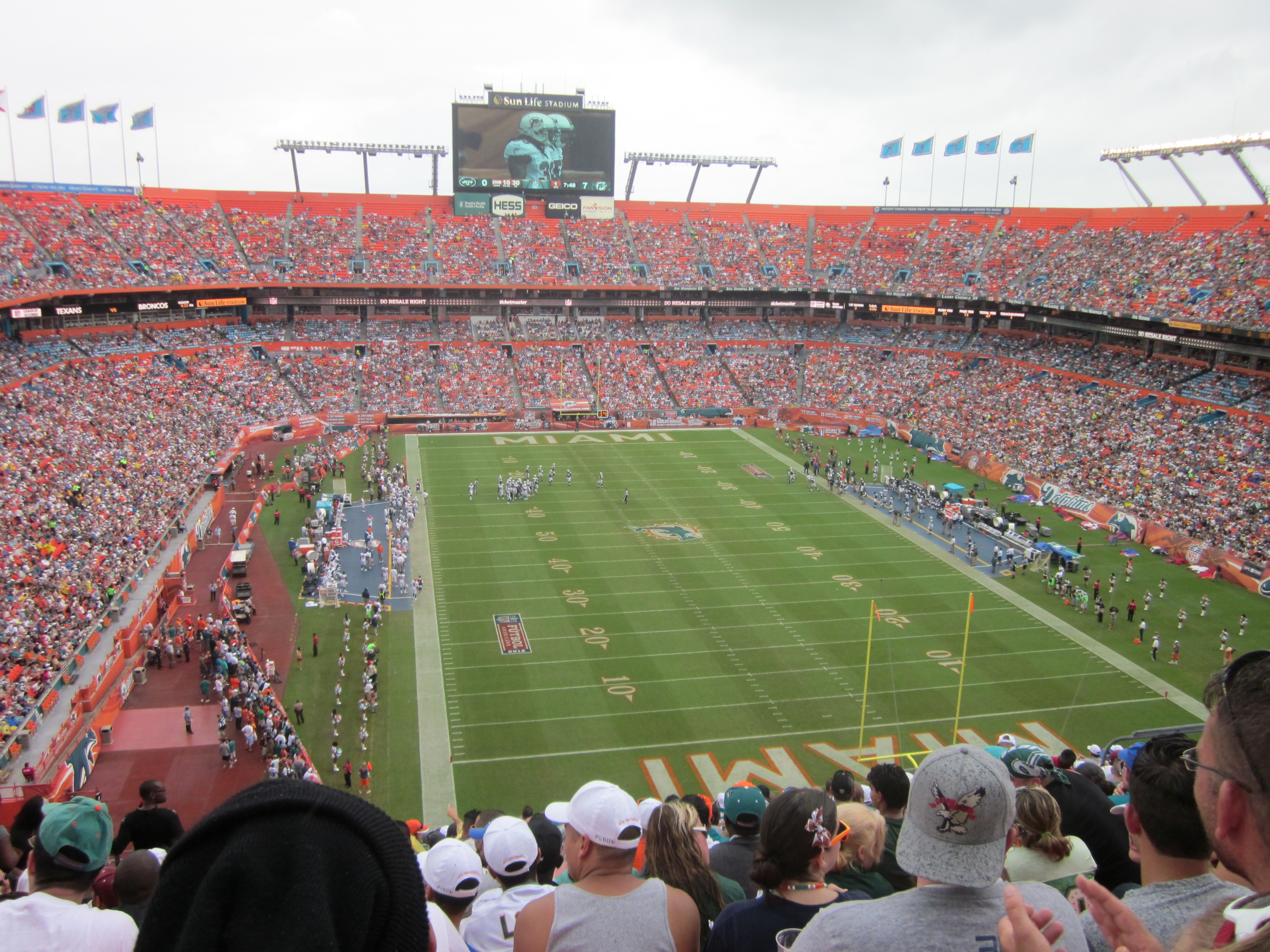
Das Stadion vor dem Umbau. Ein NFL-Spiel der Miami Dolphins gegen die New York Jets am 24. September 2012
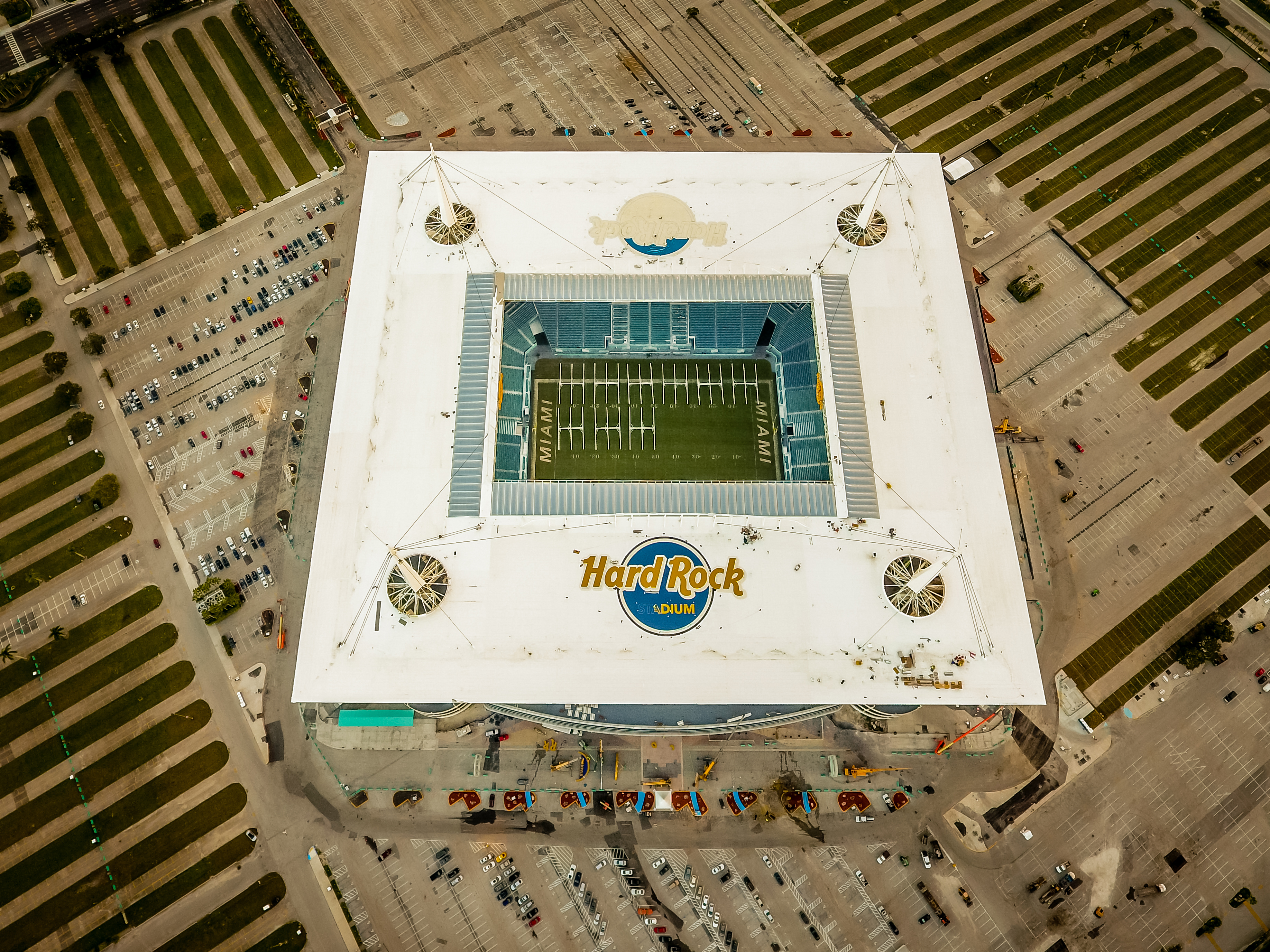
Draufsicht auf das umgebaute Hard Rock Stadium vor dem ersten NFL-Spiel (September 2016)
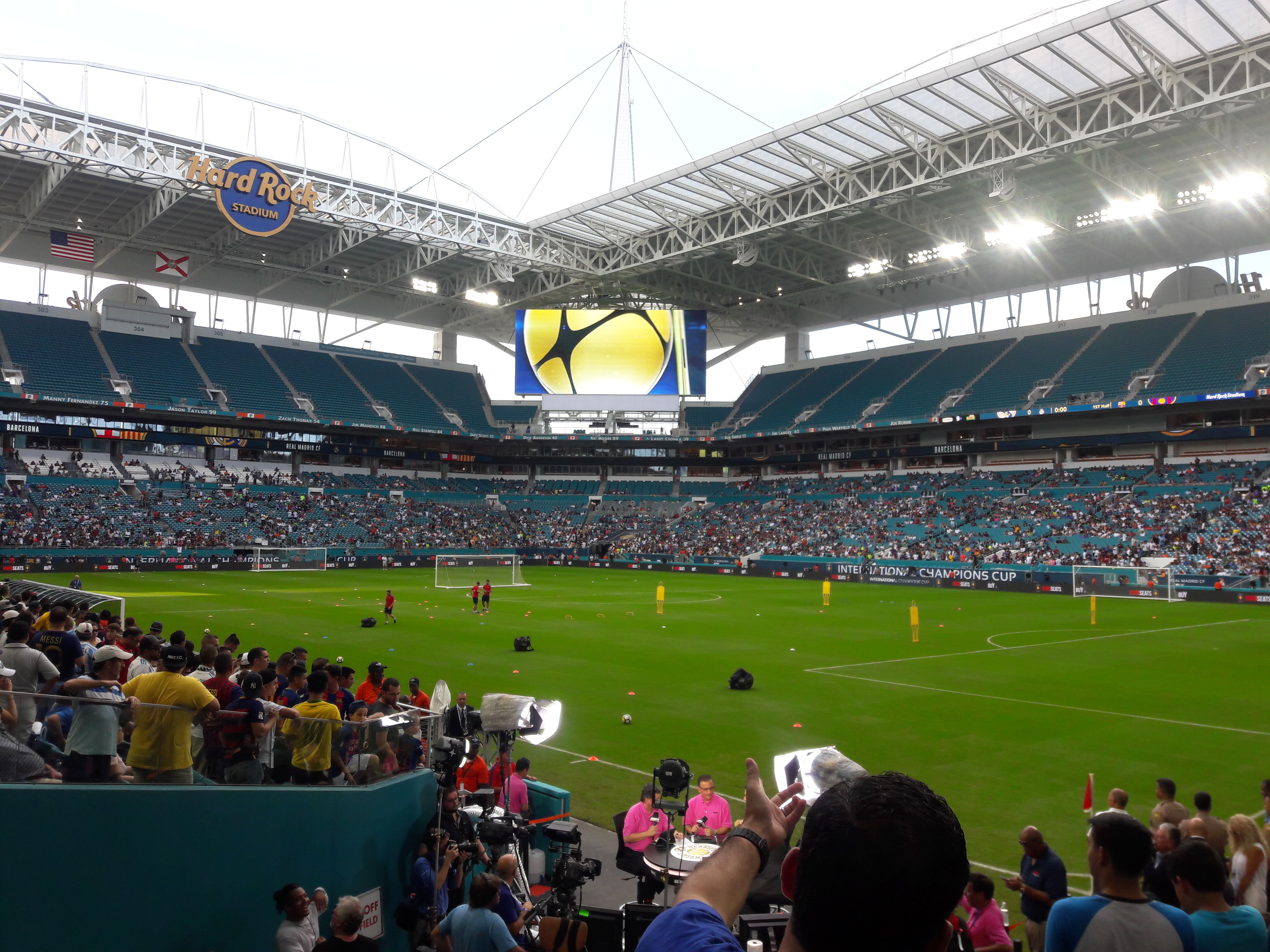
Blick in den Innenraum im Juli 2017
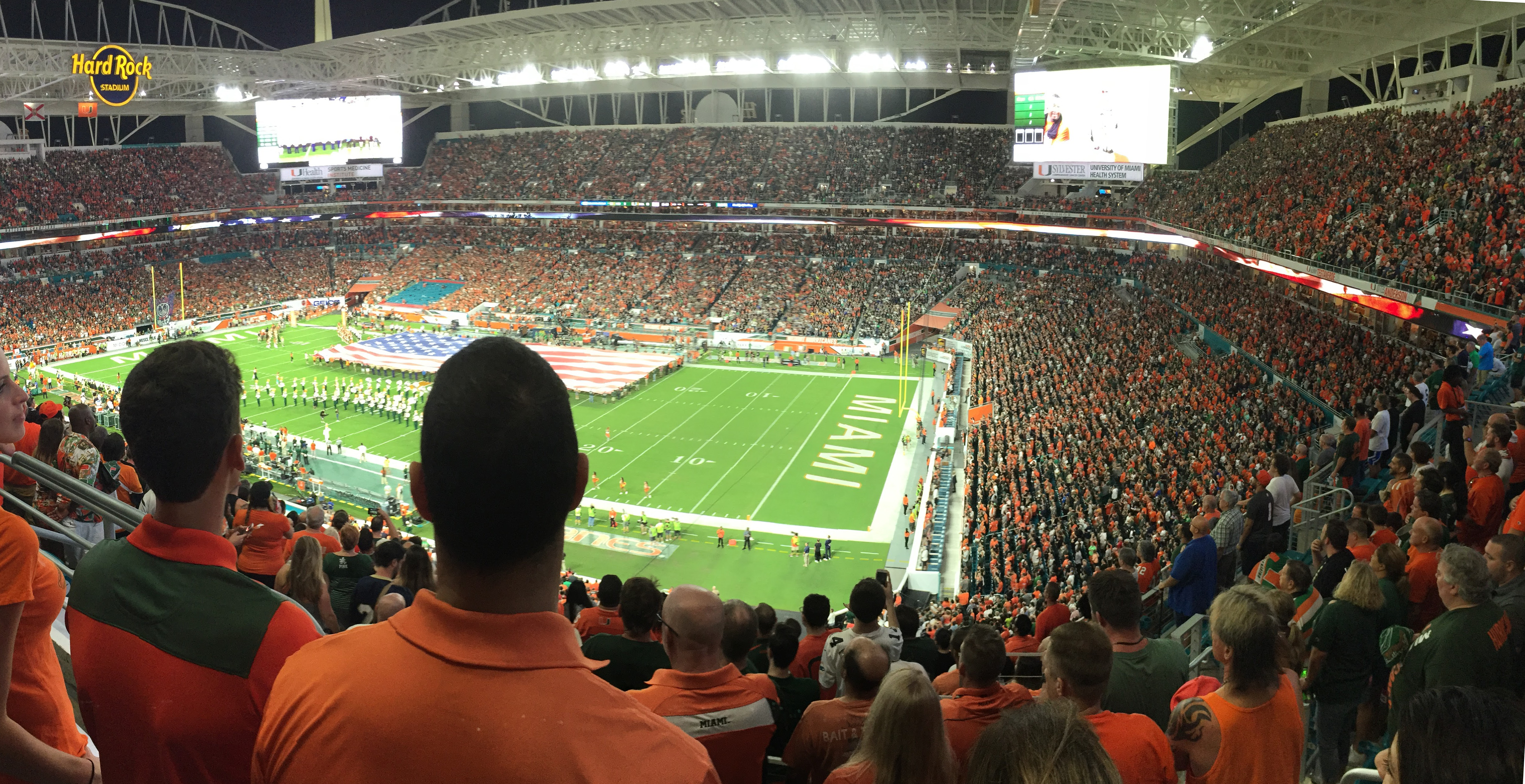
Panoramablick in den Innenraum vor dem Spiel der Miami Hurricanes gegen Notre Dame Fighting Irish am 11. November 2017
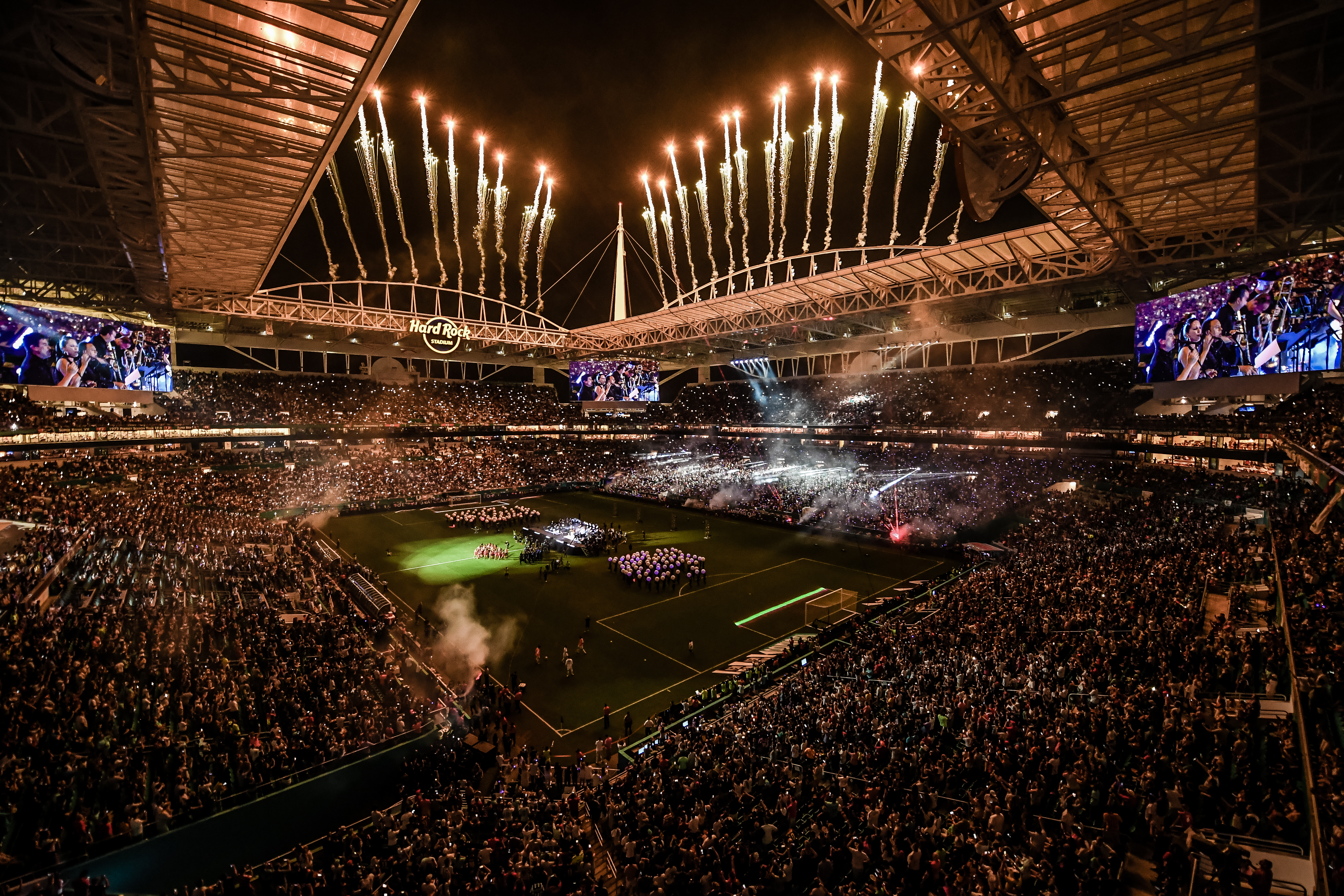
Halbzeitshow am 29. Juli 2017 mit Marc Anthony beim El Clásico Miami (International Champions Cup)
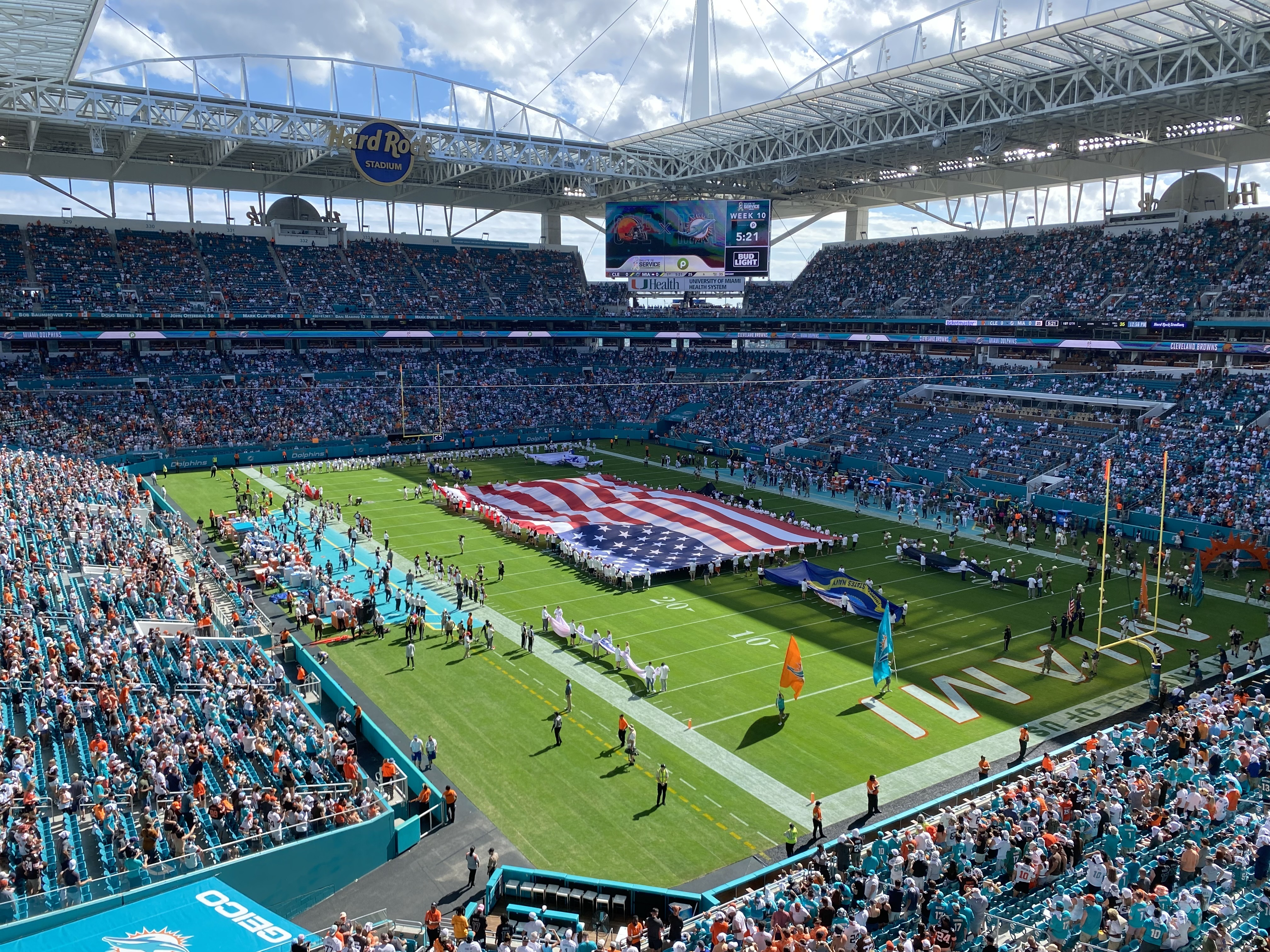
Vor dem Spiel der Miami Dolphins am 6. Dezember 2022 gegen die Cleveland Browns